# Célyne Baÿt-Darcourt
Pour les articles homonymes, voir Darcourt.
Célyne Baÿt-Darcourt est une journaliste et productrice française de radio et de télévision.

## Biographie

### Radio
Après des passages sur les radios BFM et RFI, Célyne Baÿt-Darcourt rejoint France Info en 2007 où elle présente les journaux de la matinale.
De 2009 à 2013, elle anime la tranche de la matinale week-end, et elle est responsable de l'interview du samedi.
Lors de la saison 2013-2014, elle présente la matinale du lundi au vendredi sur France Info en duo avec Fabienne Sintes  puis anime la tranche 9 h-12 h à partir de 2014 et la tranche 12 h-14 h lors des saisons 2015 à 2017, succédant à Raphaëlle Duchemin.
Depuis 2017, elle anime l'émission Info médias sur France Info, composée de brèves médias et d'une interview d'un acteur de la scène médiatique, dans la matinale de Marc Fauvelle, puis dans la tranche de Camille Revel.

### Télévision
Durant la saison 2009-2010, elle participe à l'émission Génération Reporters présenté par Marie-Sophie Lacarrau sur France 4

## Ouvrages
- Célyne Baÿt-Darcourt, Femmes d'exception, Paris, éditions Tallandier/France Info, 2013, 240 p. (ISBN 978-2-84734-980-1, EAN 9782847349801).